# Magyarország az 1982-es fedett pályás atlétikai Európa-bajnokságon
Magyarország az olaszországi Milánóban megrendezett 1982-es fedett pályás atlétikai Európa-bajnokság egyik részt vevő nemzete volt. Az ország a versenyen 15 sportolóval képviseltette magát.

## Érmesek
| Érem  | Versenyző      | Versenyszám | Dátum      |
| ----- | -------------- | ----------- | ---------- |
| Arany | Bakosi Béla    | Hármasugrás | március 6  |
| Ezüst | Újhelyi Sándor | 400 m       | március 7. |
| Ezüst | Nagy István    | 200 m       | március 7. |
| Bronz | Sterk Katalin  | Magasugrás  | március 7. |

## Eredmények

### Férfi
| Versenyző       | Versenyszám | Előfutam | Előfutam | Előfutam | Elődöntő | Elődöntő | Elődöntő | Döntő   | Döntő    |
| Versenyző       | Versenyszám | Idő      | Hely.    | Össz.    | Idő      | Hely.    | Össz.    | Idő     | Helyezés |
| --------------- | ----------- | -------- | -------- | -------- | -------- | -------- | -------- | ------- | -------- |
| Babály László   | 60 m        | 6,83     | 5.       | 15.      | kiesett  | kiesett  | kiesett  | kiesett | kiesett  |
| Nagy István     | 200 m       | 21,42    | 1.       | 1.       | 21,42    | 1.       | 3.       | 21,41   |          |
| Kovács Attila   | 200 m       | 21,70    | 2.       | 9.       | kiesett  | kiesett  | kiesett  | kiesett | kiesett  |
| Tatár István    | 200 m       | 21,85    | 2.       | 13.      | kiesett  | kiesett  | kiesett  | kiesett | kiesett  |
| Újhelyi Sándor  | 400 m       | 46,91    | 2.       | 2.       |          |          |          | 47,14   |          |
| Bereczki József | 800 m       | 1:50,81  | 1.       | 10.      | 1:49,96  | 5.       | 10.      | kiesett | kiesett  |
| Tóth László     | 1500 m      | 3:49,38  | 8.       | 16.      |          |          |          | kiesett | kiesett  |
| Bakos György    | 60 m gát    | 8,01     | 3.       | 12.      | 7,94     | 5.       | 9.       | kiesett | kiesett  |

| Versenyző     | Versenyszám | Selejtező | Selejtező | Döntő    | Döntő    |
| Versenyző     | Versenyszám | Eredmény  | Helyezés  | Eredmény | Helyezés |
| ------------- | ----------- | --------- | --------- | -------- | -------- |
| Szalma László | Távolugrás  |           |           | 7,78 m   | 5.       |
| Bakosi Béla   | Hármasugrás |           |           | 17,13 m  |          |
| Kácsor István | Súlylökés   |           |           | 17,91 m  | 13.      |

### Női
| Versenyző   | Versenyszám | Előfutam | Előfutam | Előfutam | Elődöntő | Elődöntő | Elődöntő | Döntő   | Döntő    |
| Versenyző   | Versenyszám | Idő      | Hely.    | Össz.    | Idő      | Hely.    | Össz.    | Idő     | Helyezés |
| ----------- | ----------- | -------- | -------- | -------- | -------- | -------- | -------- | ------- | -------- |
| Orosz Irén  | 60 m        | 7,54     | 5.       | 11.      | 7,52     | 6.       | 11.      | kiesett | kiesett  |
| Orosz Irén  | 200 m       | 23,92    | 2.       | 8.       | 23,61    | 3.       | 4.       | kiesett | kiesett  |
| Siska Xénia | 60 m gát    | 6,23     | 4.       | 11.      | 8,18     | 6.       | 11.      | kiesett | kiesett  |

| Versenyző     | Versenyszám | Selejtező | Selejtező | Döntő    | Döntő    |
| Versenyző     | Versenyszám | Eredmény  | Helyezés  | Eredmény | Helyezés |
| ------------- | ----------- | --------- | --------- | -------- | -------- |
| Béla Emese    | Magasugrás  |           |           | 1,85 m   | 14.      |
| Sterk Katalin | Magasugrás  |           |           | 1,99 m   |          |